# Multiball
Multiball je celjska punk rock skupina. 
Njihovi začetki segajo v leto 2001, resneje pa se je skupina lotila dela dve leti kasneje. Od leta 2003 je skupina igrala na odrih slovenske klubske scene in na večjih prizoriščih, več kot polovico nastopov, ki jih je bilo čez dvesto, pa v tujini. Oder so si delili s skupinami kot so Beatsteaks, Bad Religion, Strung Out, Good Riddance, Randy, The Real McKenzies in The Kings of Nuthin'.
Septembra 2005 so izdali drugo ploščo Endless Journey, ki so jo v Sloveniji promovirali skupaj z Leaf-fat.  
Februarja 2009 je izšla njihova tretja plošča, ki so jo pripravljali zadnji dve leti. V tem obdobju je nastalo 25 skladb, od katerih je na plošči, po mnenju Multiball predstavljen ducat najboljših. Naslov plošče The days that follow ..., ponazarja celotno zgodbo benda in nedorečeno prihodnost. Multiball menijo da je glasba živa tvorba in se z leti spreminja. Na tokratni plošči se skupina pričela odmikati od tipičnega melodičnega punk rocka, ki je bil značilen za prvi dve plošči, in se pričela spogledovati z različnimi tokovi v žanru punk rocka in rocka.

## Zasedba
- Gregor - vokal, kitara
- Jan - bobni
- Miha - bas, back vokal
- Goran - kitara, back vokal

## Diskografija
The days that follow ...
Februar 2009
1. The News
2. A Way Out
3. Thin Rope
4. Still On The Run
5. There She Stands
6. Mike The Great
7. 27
8. Razorblade
9. Emperor
10. It's Yours
11. This City
12. Flashing Lights

Endless Journey
Oktober 2005
1. When I'm done
2. We don't know why...
3. Friday night anthem
4. Too many
5. Letter
6. Supermarket hero
7. Fallen words
8. Cats and rats
9. Absent
10. This one!
11. Every day
12. Endless journey

At Last!
Junij 2004
1. Intro (Multiball Hits Your Town!)
2. After You My Friend
3. Rejected Suggestion
4. Today Or Tomorrow
5. At Last
6. Have Fun, Die Young
7. There You Go!
8. The Messenger
9. Downtown Party
10. Ladies Room
11. The Last Song